# Офір Марціано
Офір Марціано (івр. אופיר מרציאנו, нар. 7 жовтня 1989, Ашдод) — ізраїльський футболіст, воротар клубу «Хапоель» (Беер-Шева). 
Виступав, зокрема, за клуби «Ашдод» та «Гіберніан», а також національну збірну Ізраїлю.

## Клубна кар'єра
Народився 7 жовтня 1989 року в місті Ашдод. Вихованець футбольної школи клубу «Ашдод». Дорослу футбольну кар'єру розпочав 2008 року в основній команді того ж клубу, в якій провів сім сезонів, взявши участь у 139 матчах чемпіонату.
Протягом 2015—2016 років захищав кольори команди клубу «Мускрон-Перювельз».
Своєю грою за останню команду привернув увагу представників тренерського штабу клубу «Гіберніан», до складу якого приєднався 2016 року. Відіграв за команду з Единбурга наступний сезон своєї ігрової кар'єри. Більшість часу, проведеного у складі «Гіберніана», був основним голкіпером команди.
У червні 2021 року перейшов до нідерландського клубу «Феєнорд».

## Виступи за збірну
У 2014 році дебютував в офіційних матчах у складі національної збірної Ізраїлю.

## Титули і досягнення
- Чемпіон Нідерландів (1):

«Феєнорд»: 2022-23
- Володар Кубка Ізраїлю (1):

«Хапоель» (Беер-Шева): 2024-25
- Володар Суперкубка Ізраїлю (1):

«Хапоель» (Беер-Шева): 2025